# Mali tinamu
Mali tinamu (lat. Crypturellus soui) je vrsta ptice iz roda Crypturellus iz reda tinamuovki. Živi u Srednjoj i Južnoj Americi.

## Opis
Dug je oko 22-24 centimetra, a težak je oko 220 grama. Jako je tih i miran. Smećkaste je boje.
Hrani se plodovima s tla ili niskih grmova. Također se hrani i malom količinom manjih beskralježnjaka i biljnih dijelova. Mužjak inkubira jaja koja mogu biti od čak četiri različite ženke. Inkubacija obično traje 2-3 tjedna.

## Taksonomija
Podvrste malog tinamua su:
- C. soui meserythrus živi u južnom Meksiku, Belizeu, Hondurasu, Gvatemali, Salvadoru, i sjevernoj i istočnoj Nikaragvi.
- C. soui modestus živi u Kostariki i zapadnoj Panami.
- C. soui capnodes živi u nizinama sjeverozapadne Paname
- C. soui poliocephalus živi na pacifičkoj obali Paname.
- C. soui caucae živi u dolini rijeke Magdalena na sjeveru središnje Kolumbije.
- C. soui harterti živi na pacifičkoj padini Kolumbije i Ekvadora.
- C. soui mustelinus živi u sjeveroistočnoj Kolumbiji i sjevereozapadnoj Venecueli.
- C. soui caquetae živi u sjeveroistočnoj Kolumbiji.
- C. soui nigriceps živi u istočnom Ekvadoru i sjeveroistočnom Peruu
- C. soui soui živi u istočnoj Kolumbiji, istočnoj i južnoj Venecueli, Francuskoj Gvajani, Gvajani, Surinamu, i sjeveroistočnom Brazilu.
- C. soui albigularis živi u istočnom i sjevernom Brazilu.
- C. soui inconspicuus živi u sjevernoj Boliviji i središnjem i istočnom Peruu.
- C. soui andrei živi u Trinidadu i sjevernoj Venecueli.
- C. soui panamensis živi na obalama Paname.

## Vanjske poveznice
|  | Zajednički poslužitelj ima još gradiva o temi Crypturellus soui |
|  | Wikivrste imaju podatke o taksonu Crypturellus soui             |